# Gerhard Bugla
Gerhard Bugla (* 22. Mai 1921 in Breslau; † 5. Oktober 1999 in Bremen) war ein Syndikus und Politiker (SPD) aus Bremen und er war Mitglied der Bremischen Bürgerschaft.

## Biografie

### Ausbildung und Beruf
Bugla absolvierte von 1935 bis 1938 als Anwaltsgehilfe eine Lehre. Im Zweiten Weltkrieg diente er als Soldat. Nach dem Krieg arbeitete er von 1945 bis 1956 als Chemiefacharbeiter. Er besuchte die Akademie der Arbeit in Frankfurt am Main. Seit 1957 war er Angestellter beim Deutschen Gewerkschaftsbund (DGB) in Bremen und wurde dort 1960 Leiter der Rechtsabteilung. Er war danach ab den 1970er Jahren als Syndikus der Wirtschaftskammer in Bremen tätig.

### Politik
Bugla war Mitglied der SPD im Ortsverein Kattenturm in Bremen.
Von 1967 bis 1979 war er 12 Jahre lang Mitglied der Bremischen Bürgerschaft und verschiedene Deputationen der Bürgerschaft tätig. Er war von 1971 bis 1979 Vizepräsident der Bürgerschaft.

### Weitere Mitgliedschaften
- Bugla war von 1979 bis 1987 stellvertretendes Mitglied des Staatsgerichtshofs der Freien Hansestadt Bremen
- Er war in den 1970er Jahren Mitglied im Aufsichtsrat der  Stadthalle Bremen.